# Stade du Schlossberg
Stade du Schlossberg – wielofunkcyjny stadion w Forbach, we Francji. Został otwarty 30 września 1923 roku. Może pomieścić 6000 widzów. Swoje spotkania rozgrywają na nim piłkarze klubu US Forbach. W latach 1957–1966 obiekt gościł występy tej drużyny w Ligue 2.